# Puente conmemorativo de Homer M. Hadley
El tercer puente del Lago Washington, oficialmente puente conmemorativo Homer M. Hadley, es un puente flotante en la área metropolitana de Seattle del estado estadounidense de Washington. Es uno de los puentes flotantes de la Interestatal 90, la cual lleva carriles hacia el oeste de la Interestatal 90 a través del lago Washington entre Mercer Island y Seattle. El puente flotante es el quinto más largo de su tipo en el mundo, con 5811 pies (1771,2 m) de longitud.

## Historia
El puente fue construido en 1989 y lleva el nombre de Homer More Hadley, quien diseñó el tramo complementario del puente, el puente conmemorativo de Lacey V. Murrow. Hadley también diseñó el puente McMillin en el condado de Pierce.
Cuando se construyó el puente, paralelo al puente Lacey V. Murrow, se instalaron dos carriles reversibles para vehículos de alta ocupación (VAO) para acomodar el flujo de tráfico entre Seattle y el lado este suburbano (en dirección oeste por la mañana, en dirección este por la noche ).
Sound Transit y el Departamento de Transporte del Estado de Washington agregaron carriles VAO a los carriles en dirección oeste del puente en 2017. Esto precedió a la construcción de la línea de tren ligero East Link desde el centro de Seattle hasta Bellevue y Redmond, que utilizará los antiguos carriles expresos reversibles. East Link, programado para completarse en 2023, será la primera vez que una línea de tren ligero operará en un puente flotante.

## Uso

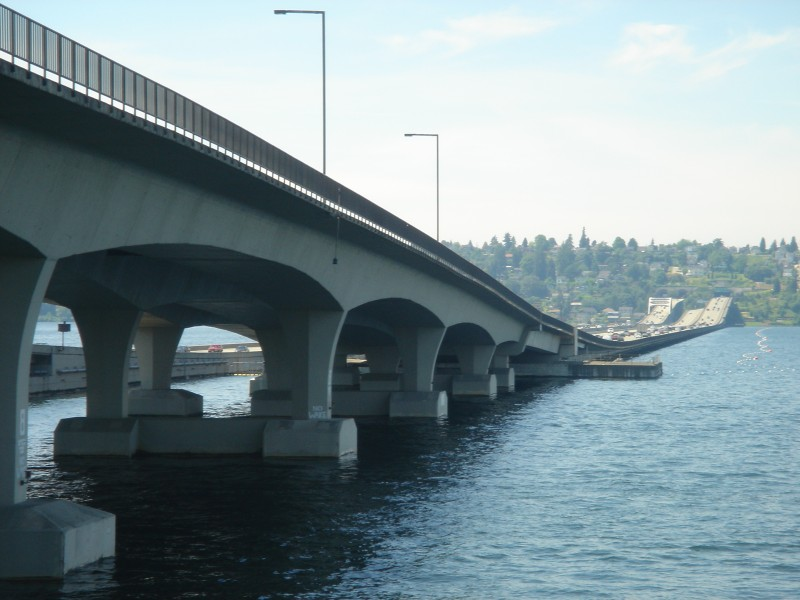
Mirando al oeste hacia Seattle, Washington

El puente lleva cuatro carriles hacia el oeste, incluido un carril VAO, así como un sendero para bicicletas y peatones en el lado norte.
Antes de 2017, también tenía dos carriles reversibles, configurados para transportar normalmente el tráfico hacia el oeste en las mañanas de los días laborables y el tráfico hacia el este en otros momentos. El uso de los carriles expresos reversibles se restringió al tráfico VAO, excepto para los vehículos que viajan hacia y desde Mercer Island.
Con un total de cinco carriles de tráfico y tres arcenes de tamaño completo, el puente de Hadley fue el puente flotante más ancho del mundo, hasta la finalización del nuevo puente flotante Evergreen Point en 2016.